# フランツ・フォン・ショーバー

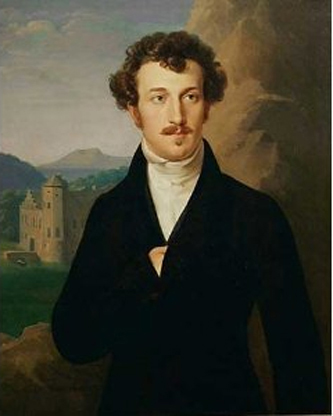
画家レオポルト・クーペルヴィーザーの描いた肖像画『トループ城の前に立つフランツ・フォン・ショーバー』

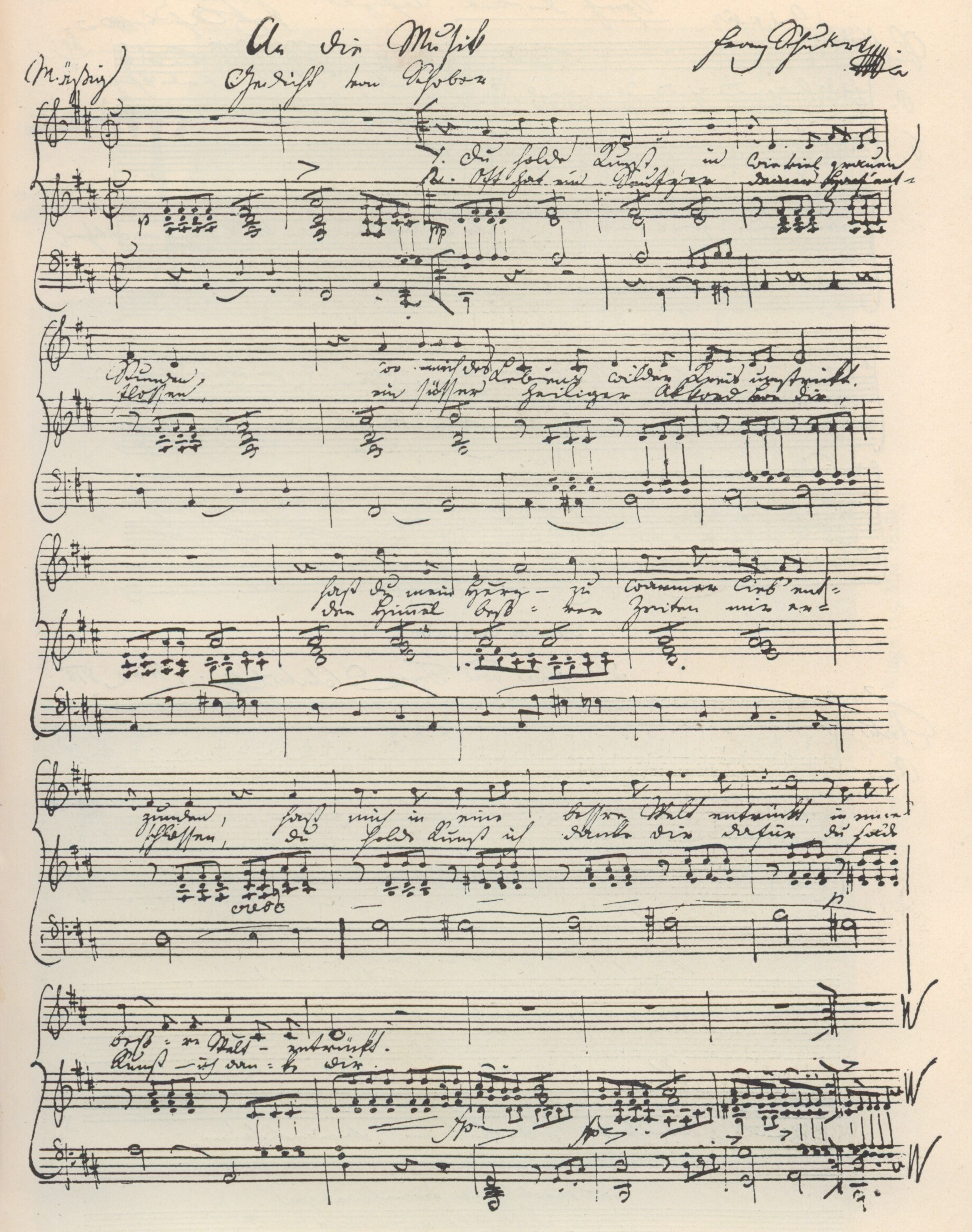
『音楽に寄せて』シューベルトの記念碑の自筆の文書中に見られるショーバーの詩。

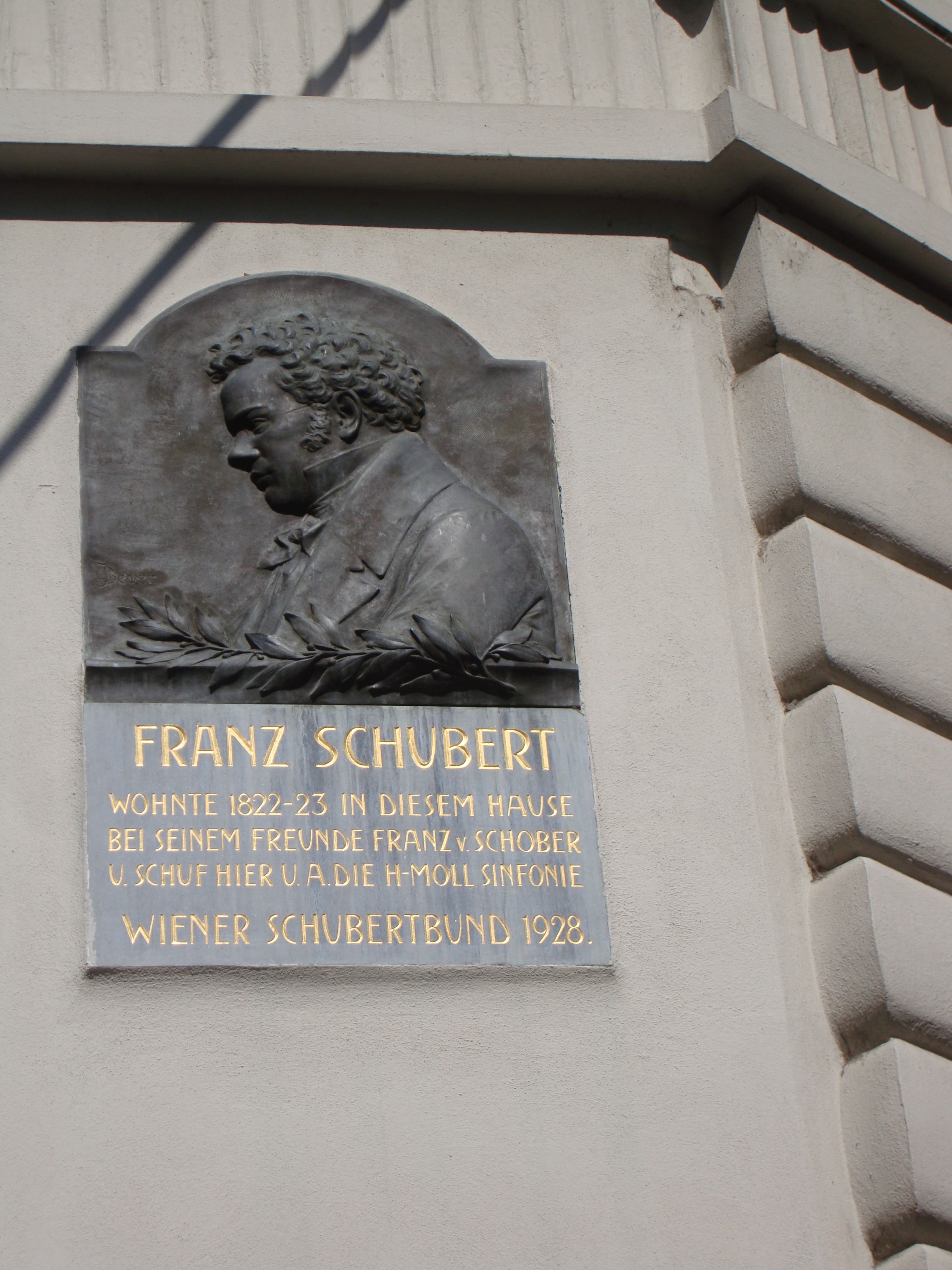
交響曲「未完成」と、1822年にショーバーの家(「ゲットヴァイガー」館（ウィーンの「シュピーゲル通り」にある）)に客人として逗留していたフランツ・シューベルトの記念碑

フランツ・アドルフ・フリードリヒ・ショーバー（独: Franz Adolf Friedrich Schober、1801年以降はvon Schober、1796年5月17日 - 1882年）は、オーストリアの詩人・台本作家、石版工ならびにブレスラウの役者、そしてヴァイマルの公使館参事官（外交官）である。

## 生涯
フランツ・ショーバーは、オーストリア人夫妻の息子としてスウェーデンのマルメにあるトループ館にで生まれた。当時、父はスコーネ地方の管財人をしていた。1801年に、父が栄転を命じられ、一家はオーストリア領のアーデルシュタントへと引っ越した。父は1802年2月8日に死去した。ショーバーの母カタリーナ・デルフェル（旧姓、1762年 ウィーン近郊バーデン - 1833年 ウィーン）は、フランツとその年上の兄姉アクセル（1817年没）・ルドヴィカ（1812年没）・ゾフィー（1825年没）を連れて、オーストリアに戻った。
1803年からショーバーは、シュネプフェンタールのザルツマン学校で教育を受けた。1806年からオーストリアで生活し、ウィーンの学術ギムナジウムに通い、1808年からはクレムミュンスターの宗教財団ギムナジウムに通った。1815年からは、再びウィーンで暮らした。ウィーン大学では哲学を学んだが、修業はしなかった。
その後、上オーストリアでショーバーはヨーゼフ・フォン・シュパウンの兄弟姉妹と親しくなった。またウィーンでは、詩人ヨハン・マイアホーファー、詩人ヨハン・クリソストムス・ゼーン、画家レオポルト・クーペルヴィーザー、フランツ・フォン・ブルッフマン、作曲家フランツ・シューベルト、画家モーリッツ・フォン・シュヴィント、作家エドゥアルト・フォン・バウエルンフェルトや精神科医・詩人エルンスト・フォン・フォイヒターレーベンと親交を結んだ。後には、オットティーレ・フォン・ゲーテやその子供たち、ヴァルター・フォン・ゲーテとも、彼らのウィーン滞在の際に交流した。
さらに、ブレスラウでは、1823年から1825年までショーバーは、後に婚約を解消することになるブルフマンの妹ユスティーナと会っていた。まだ、ブルフマンの妹ユスティーナとの間の、後に解消されることになる婚約の期間中に、彼は、1823年から1825年まで、ブレスラウで、リヒャルト・ヴァーグナーの兄のアルバートや姉のハインリッヒ・シュメルカや、ルイーゼ・シュメルカやハインリッヒ・シュメルカといっしょに舞台に立っていただけでなく、カール・フォン・ホルタイやオイゲン・フォン・ヴェルストの紹介で、ジャーナリストのカール・シャルル並びにヨハン・テオドール・モーゼヴィウスやカール・ヴィッテやアントニオ・マイヤー・と活発な交流をするようにもなった。同時にブレスラウでは、ショーバーは、フェルディナンド・エースライアーの娘ヘドヴィックとマリーエ（ガラス画家アルバート・ヘッカーの妻）から偶像崇拝的に崇拝された。
1826年から1829年にかけて、ショーバーは、ウィーン石版画学院の長を務めた。彼は、社交家であり、ハンガリーのトルナのレオ・フェスティクス伯爵家の家庭教師であり、フランツ・リストの旅の同行者であり、ヴァルトブルクでシュヴィントの肖像のフレスコ画が描かれることを提案した。1856年に彼は若い人向けに小説を書くテクラ・フォン・グンパートと結婚したが、彼女とは早くも1860年以降別居してしまう。
ウィーン、ハンブルク、そしてヴァイマルに分散しているショーバーの子孫の異なる会合でショーバー家は、フランツ・シューベルトとモーリッツ・フォン・シュヴィントの伝記にとって、重要な情報源のひとつである。彼らの初めての伝記作家、ハインリヒ・フォン・ヘルボーン・オラントと、ショーバーは1861年あるいは1871年に密なる連絡を保った。

## 曲が付けられた詩
ショーバーは、多数の詩を書いた。一部はシューベルトによって曲を付けられたが、その中には「音楽に寄せて」や「狩人の愛の歌」並びに1821年のシューベルトのオペラ『アルフォンソとエストレッラ』の台本もある。リストや他の作曲者たちもショーバーの詩に曲を付けた。

## 出版物（一部）
- 詩集（1842年） Digitalisat
- 詩集（1865年） Digitalisat

## 著作
- E. Lebensaft – R. Pichl – H. Reitterer: Schober, Franz (Adolf Friedrich) von. In: Österreichisches Biographisches Lexikon 1815–1950 (ÖBL). Band 10, Verlag der Österreichischen Akademie der Wissenschaften, Wien 1994, ISBN 3-7001-2186-5, S. 420 f. (Direktlinks auf S. 420, S. 421).
- Constantin von Wurzbach（ドイツ語版）: Schober, Franz von. In: Biographisches Lexikon des Kaiserthums Oesterreich（ドイツ語版）. Band 31, Verlag L. C. Zamarski, Wien 1876, S. 62–65.
- Hyacinth Holland (1891). "Schober, Franz von". Allgemeine Deutsche Biographie (ドイツ語). Vol. 32. Leipzig: Duncker & Humblot. pp. 202–206.
- Maria Eckhardt: Franz von Schober. Schuberts und Liszts Dichterfreund. In: Schubert durch die Brille. 18. Hans Schneider, Tutzing 1997, S. 69–79.
- Ilija Dürhammer: „Affectionen einer lebhaft begehrenden Sinnlichkeit“. Der „Schobert“-Kreis zwischen „neuer Schule“ und Weltschmerz. In: Walther Dürr, Siegfried Schmalzriedt, Thomas Seyboldt (Hg.): Schuberts Lieder nach Gedichten aus seinem literarischen Freundeskreis. Auf der Suche nach dem Ton der Dichtung in der Musik. Kongreßbericht Ettlingen 1997. Frankfurt a. M. 1999, S. 39–58.
- Siegfried Schmalzriedt: "Meiner Seele Saiten streift". Franz von Schobers Lyrik in Franz Schuberts Vertonungen, in: Schuberts Lieder nach Gedichten aus seinem literarischen Freundeskreis. [… ebenda], S. 59–80.
- Ilija Dürhammer: Schuberts literarische Heimat. Dichtung und Literatur-Rezeption der Schubert-Freunde. Wien-Köln-Weimar 1999.
- Michael Kohlhäufl: Poetisches Vaterland. Dichtung und politisches Denken im Freundeskreis Franz Schuberts. Kassel 1999.
- Rita Steblin: The Schober family's „tiefe sittliche Verdorbenheit“ as revealed in spy reports from 1810 about Ludovica and her mother. In: Schubert durch die Brille. 29. Hans Schneider, Tutzing 2002, S. 39–65.
- Michael Lorenz: Die Familie Schober und ihr genealogisches Umfeld. In: Schubert durch die Brille. 30. Hans Schneider, Tutzing 2003 (Stammbaum aus diesem Aufsatz online)
- Till Gerrit Waidelich: „Torupson“ und Franz von Schober – Leben und Wirken des von Frauen, Freunden und Biographen umworbenen Schubert- und Schwind-Freundes. In: Schubert:Perspektiven. Band 6, 2006, Heft 1 und 2 – Sonderheft, S. 1–237, ISSN 1617-6340. Dazu Inhaltsverzeichnis und Personenregister, in: Schubert:Perspektiven. Band 7, 2007, S. 107–120.
- Rita Steblin: Schober’s Love Affair with Marie von Spaun and the Role Played by Helene Schmith, the Wife of Mozart’s First Violinist. In: Schubert:Perspektiven. Band 8, 2008, S. 48–86.